# Diócesis de las Orcadas
La diócesis de las Orcadas o de Kirkwall (en latín: Dioecesis Orchadensis, en inglés: Diocese of Orkney y en noruego: Orknøyenes bispedømme) fue una circunscripción eclesiástica de la Iglesia católica en el Reino Unido. Se trataba de una diócesis latina, sufragánea de la arquidiócesis de San Andrés. Fue suprimida de hecho el 14 de septiembre de 1558.

## Territorio y organización
La diócesis extendía su jurisdicción sobre los fieles católicos de rito latino residentes en las islas Orcadas y Shetland. Su territorio hoy forma parte de la diócesis de Aberdeen.
La sede de la diócesis se encontraba en la ciudad de Kirkwall (en la isla Mainland), en donde se halla la Catedral de San Magnus, que pasó a la Iglesia de Escocia en el siglo XVI, aunque por disposición del rey Jacobo III de Escocia tras la anexión de las Orcadas por Escocia en 1468 la catedral es propiedad del municipio de Kirkwall.
En la diócesis existían 63 parroquias agrupadas en dos decanatos:
- Orcadas (32 parroquias): Birsay, Burness, Burray, Cros, Deerness, Eday, Egilsay, Evie, Firth, Flotta, Graemsay, Harray, Holm, Hoy, Lady, Lady Stronsay, North Ronaldsay, Orphir, Papa Westray, Rendall, Rousay, Sandwick, Shapinsay, St Andrews, St Mary's, St Nicholas, St Peter's, St Peter's Stronsay. Stenness, Stromness, Walls y Westray;
- Shetland (31 parroquias): Aithsting, Baliasta, Bressay, Burra, Cunningsburgh, Delting, Dunrossness, Fair Isle, Fetlar, Foula, Hillswick, Laxavoe, Lerwick, Lund, Lunnasting, Nesting, Northmavine, Northrew, Norwick, Ollaberry, Olnafirth, Papa Stour, Quarff, Sandness, Sandwick, Tingwall, Walls, Weisdale, Whalsay, Whiteness y Yell.

## Historia
La diócesis de las Orcadas fue erigida en 1055 como parte del Reino de Noruega. El primer obispo conocido es Henry (antes de 1060).
Políticamente, las islas Orcadas no formaron parte del Reino de Escocia hasta 1468, ya que eran una posesión noruega. Tanto la arquidiócesis de Bremen como la de York disputaban la jurisdicción eclesiástica sobre la diócesis de las Orcadas. Parece haber estado al principio dependiendo de York y luego periódicamente de Bremen. A partir de 1152 la diócesis se convirtió en sufragánea de la arquidiócesis de Nidaros en Noruega. El 17 de agosto de 1472 pasó a formar parte de la provincia eclesiástica de San Andrés.
El penúltimo obispo católico de las Orcadas, Robert Reid, O.Cist., murió el 14 de septiembre de 1558. El 2 de agosto de 1559 el papa Paulo IV nombró a Adam Bothwell como su sucesor. La reina de Escocia María Estuardo, confirmó a Bothwell como obispo en 1562, lo que sugiere que Bothwell todavía era considerado católico. Pero Bothwell ya había comenzado a reformar su diócesis después de que la Reforma escocesa propagada por John Knox prevaleciera en gran medida en Escocia en el transcurso de 1560. Una declaración formal de su conversión a la Iglesia reformada de Escocia no está documentada. En 1566 estuvo de acuerdo en cualquier caso con la decisión de convertir la Segunda Confesión Helvética de Heinrich Bullinger en el credo de la Iglesia de Escocia.
La diócesis continuó, a excepción de una supresión temporal en los años 1638-1661, bajo la Iglesia episcopal de Escocia hasta la revolución de 1688, y al año siguiente la diócesis fue finalmente abolida.

## Episcopologio
- Henry † (antes de 1060)
- Thorulf †
- Ralph † (1081 o 1085-1137 falleció)
- William I † (circa 1102-1168 falleció)
- William II † (?-1188 falleció)
- Bjarni Kolbeinsson Skald † (1188 o 1194-15 de septiembre de 1223 falleció)
- Jofreyrr † (1223-1246 falleció)
- Henry † (9 de diciembre de 1247-1269 falleció)
- Peter † (1274-1284 falleció)
- Dolgfinnr † (1286-circa 1309 falleció)
- William III † (1310-1312 falleció)
- William IV † (?-1383 falleció)
- obediencia romana
  - John † (9 de noviembre de 1389-1394 nombrado obispo de Garðar)
  - Henry † (9 de marzo de 1394-? falleció)
  - John, O.S.B. † (21 de agosto de 1396-? falleció)
- obediencia aviñonesa
  - Robert Sinclair † (27 de enero de 1384-1 de febrero de 1391 nombrado obispo de Dunkeld)
  - Alexander Vaus † (4 de mayo de 1414-1415 renunció) (administrador apostólico)
  - William Stephani † (13 de noviembre de 1415-30 de octubre de 1419 nombrado obispo de Dunblane)
- Thomas de Tulloch † (9 de agosto de 1418-? renunció)
- William de Tulloch † (11 de diciembre de 1461-12 de febrero de 1477 nombrado obispo de Moray)
- Andrew Pictoris † (12 de febrero de 1477-? falleció)
- Edward Stewart † (10 de julio de 1500-? falleció)
- John Benston † (27 de abril de 1524-? falleció)
- Robert Maxwell † (9 de abril de 1526-? falleció)
- Robert Reid, O.Cist. † (30 de julio de 1541-14 de septiembre de 1558 falleció)
- Adam Bothwell † (2 de agosto de 1559-23 de agosto de 1593 apostató)